# Matti Rantanen
Matti Rantanen (Finlàndia, 13 de febrer de 1981) és un pilot de ral·lis finès que actualment participa en algunes proves del Campionat Mundial de Ral·lis amb l'equip Munchi's Ford World Rally Team.
Rantanen s'inicià als ral·lis l'any 2003 disputant el Campionat de Ral·lis Júnior finès, esdevenint a més un participant habitual del Ral·li de Finlàndia des del 2005, i va aconseguir vèncer en la categoria del Grup N els anys 2005 i 2006.
L'any 2008 finalitzà 7è del Ral·li de Finlàndia, fet que li permeté sumar 2 punts pel Campionat Mundial de Ral·lis, amb el que el finalitzà en 17a posició. Pel 2009 tornà a prendre part del ral·li finès, si bé aquest cop integrant l'equip Munchi's Ford World Rally Team, finalitzant-lo en aquesta ocasió en 5a posició.